# انگرفیست
دنی مسلینگ (به هلندی: Danny Masseling) (زادهٔ ۲۰ ژوئن ۱۹۸۱ در آلمیره، هلند) که بیشتر با نام حرفه‌ای انگرفیست (به هلندی: Angerfist) شناخته می‌شود، یک نوازنده و دی‌جی هاردکور تکنو/خابر است. او پرطرفدارترین و شناخته‌شده‌ترین هنرمند این سبک است؛ ازاین‌رو با نام مستعار پادشاه هاردکور (به انگلیسی: the King of Hardcore) نیز شناخته می‌شود.